# فقه التبني في الإسلام

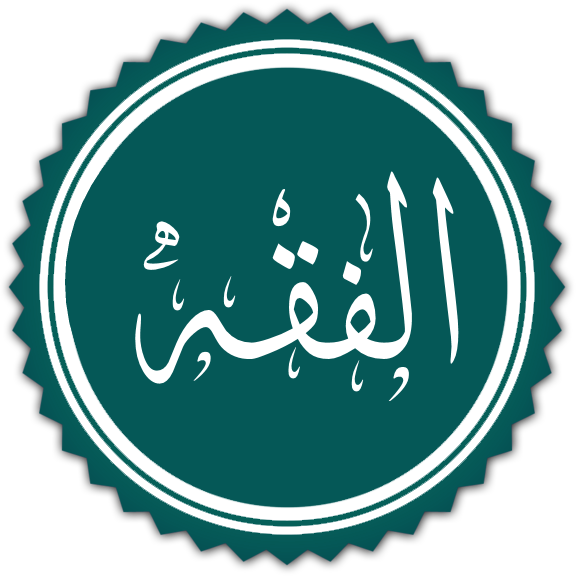

التبني هو اتّخاذ الشّخص ولد غيره ابناً له، وكان الرّجل في الجاهليّة يتبنّى الرّجل، فيجعله كالابن المولود له، ويدعوه إليه النّاس، ويرث ميراث الأولاد.
وغلب في استعمال العرب لفظ (ادّعاء) على التّبنّي، إذا جاء في مثل (ادّعى فلان فلاناً) ومنه (الدّعيّ) وهو المتبنّي، قال اللّه تعالى: ﴿وما جَعَلَ أَدْعِيَاءَكم أبناءَكم﴾. ولا يخرج استعمال الفقهاء للفظ التّبنّي عن المعنى اللّغويّ.

## صوره
- الصورة الأولى: أن يضم الرجل الطفل الذي يعلم أنه ابن غيره إلى نفسه فيعامله معاملة الأبناء من صلبه، من جهة العطف والإنفاق عليه، والإحسان إليه، ومن جهة تربية جسمه، وخلقه، وروحه، ومن جهة العناية بشئونه كلها، حتى يُعدّه ليكون رجلاً عاملاً في الحياة دون أن يلحقه بنسبه، أو يلصقه بأسرته.

والطفل - في هذه الحال - لا يعتبر ابناً شرعياً، ولا يثبت له شيء من أحكام البنوة، ولا من أحكام النسب الصحيح.
والتبني - بهذا المعنى - صنيع يلجأ إليه بعض أرباب الثراء من الموسرين الذين لم ينعم الله عليهم بنعمة الأولاد، ويتخذون منه قربة إلى الله تعالى بتربية طفل فقير بائس حرم عطف الأبوة، أو حرم قدرة أبيه على تربيته وتثقيفه.
ولا ريب أن التبني بهذا المعنى عمل إنساني جليل، يستحبه الشرع الشريف ويرغب فيه، ويدعو إليه، ويثيب عليه، وهو من الصدقات التي تحفظ للمتصدق مكانة التقرب إلى الله تعالى، وقد فتحت الشريعة الإسلامية للموسر في مثل هذه الحال باب الوصية، وجعلت له الحق في أن يوصي بشيء من تركته يسد حاجة الطفل في مستقبل حياته، حتى لا تضطرب به المعيشة، ولا تقسو عليه الحياة.
- الصورة الثانية: وهي المفهومة من كلمة (التبني) عند الإطلاق، وهي المعلومة في لغة الشرائع، ومتعارف الأمم - فهي أن ينسب الشخص إلى نفسه طفلاً يعلم أنه ولد غيره، وليس ولدا له - ينسبه إلى نفسه نسبة الابن الصحيح، ويجعله في عداد أسرته، وفرداً من أفرادها، وحلقة من سلسلتها، ويعتبره ابناً من صلبه، ويثبت له أحكام البنوة وحقوقها، من استحقاق إرثه بعد موته، ومن حرمة تزوجه بزوجته إذا فارقها، وحرمة تزوجه بابنته، إلى غير ذلك.

و هذه الصورة هي التي كانت متفشية في الجاهلية، ومتعارفاً بين أهلها، ينظرون إليه على أنه شرعة وقانون، وكان سبباً من أسباب الإرث التي كانوا يورثون بها.
فكان في المجتمع الجاهلي في العرب أبناء لا يعرف لهم آباء، وكان الرجل منهم يعجبه أحد هؤلاء الأبناء فيتبناه، يدعوه ابنه، ويلحقه بنسبه، فيتوارث وإياه توارث النسب الصحيح، وكان هناك أبناء لهم آباء معروفون، ولكن كان الرجل يعجب بأحد هؤلاء الأبناء فيأخذه لنفسه ويتبناه، ويلحقه بنسبه، فيعرف باسم الرجل الذي تبناه، وينتظم في سلك أسرته، وكان هذا يقع بخاصة في السبي حين يؤخذ الأطفال والفتيان في الحروب والغارات فمن شاء منهم أن يلحق بنسبه واحداً من هؤلاء دعاه ابنه، وأطلق عليه اسمه، وصارت له حقوق البنوة وواجباتها.
و كان هذا المعنى أمراً تدين به العرب، وتعده أصلاً يرجع إليه في الشرف والحسب.

## تصحيح الإسلام لمفهوم التبني وجعله في المسار الصحيح
لما جاء الإسلام وأخذ ينظم علاقات الأسرة على الأساس الطبيعي لها، وأخذ يحكم صلتها وروابطها، ويجعلها صريحة لا خلط فيها ولا تشويه - أبطل عادة التبني هذه - وقصر علاقة النسب على علاقة الأبوة والبنوة الواقعية، وميّز بين البنوة الصحيحة والبنوة المدعاة، وحدد علاقة التبني، وجعلها علاقة أخوّة ومساواة في ظلال النظام الإسلامي الجديد.
{وَمَا جَعَلَ أَدْعِيَاءَكُمْ أَبْنَاءَكُمْ ذَلِكُمْ قَوْلُكُمْ بِأَفْوَاهِكُمْ وَاللَّهُ يَقُولُ الْحَقَّ وَهُوَ يَهْدِي السَّبِيلَ. ادْعُوهُمْ لآبَائِهِمْ هُوَ أَقْسَطُ عِنْدَ اللَّهِ فَإِنْ لَمْ تَعْلَمُوا آبَاءَهُمْ فَإِخْوَانُكُمْ فِي الدِّينِ وَمَوَالِيكُمْ وَلَيْسَ عَلَيْكُمْ جُنَاحٌ فِيمَا أَخْطَأْتُمْ بِهِ وَلَكِنْ مَا تَعَمَّدَتْ قُلُوبُكُمْ وَكَانَ اللَّهُ غَفُوراً رَحِيماً}

## يسر الإسلام وسماحته في الادعياء
لقد كان من يسر الإسلام وسماحته أن وضع لهؤلاء الأدعياء إذا لم تعرف آباؤهم _ وضع لهم مكاناً في الجماعة الإسلامية، وهو الأخوّة في الدين، والموالاة فيه حتى لا يترك هؤلاء بغير رابطة في الجماعة بعد إلغاء رابطة التبني فقال تعالى: {فَإِنْ لَمْ تَعْلَمُوا آبَاءَهُمْ فَإِخْوَانُكُمْ فِي الدِّينِ وَمَوَالِيكُمْ} , فالشخص الذي إذا عرف أبوه نُسب إليه، وقيل: فلان بن فلان، فإن لم يكن له أب معروف نُسب إلى الأخوّة في الدين والوَلاء، فقيل: فلان أخو فلان في الدين، أو فلان مولى فلان، ثم بيّن الله عز وجل أنه يعفو عن اللفظ يصدر عن خطأ وسبق لسان، لا عن قصد ونية، بأن يقول الرجل لآخر: هذا ابني، أو ينادي شخص آخرَ بمثل ذلك، لا عن قصد التبني، ولكنه لا يعفو عن العمد في ذلك الذي يقصد به إلصاق الأدعياء بالبيوت.

## الحكمة في ابطال التبني
- أن فيه حرمان الأب الحقيقي المعروف من أن يتصل به نسبه المتولد منه، المنسوب إليه في الواقع، وفيما يعلم الله والناس.
- أن فيه إدخال عنصر غريب في نسب المتبنيّ يدخل على زوجته وبناته باسم البنوّة والأخوّة، ويعاشرهن على أساس كل منهما، وهو في الواقع أجنبي عنهن، لا يباح له منهن ما يباح للابن والأخ الحقيقي لهن.
- تركزت هذه البنوة الكاذبة في الأسرة فإن البنوة الحقة في الأسرة الحقة تسير إلى الفناء، والمحو والزوال وبذلك تضيع الأنساب، ويختل نظام الأسر، وتضيع حكمة الله تعالى في جعل الناس شعوباً وقبائل، وفيه وراء ضياع الأنساب
- اختلال نظام الأسر فتضيع حقوق الورثة الذين تحقق سبب إرثهم الشرعي من الأب: (الكاذب المتبني) فلا ترث إخوته ولا أخواته لوجود الابن (الزور) الذي منع ببنوته الكاذبة إرثهم الشرعي.
- وقوع العداوة والبغضاء بينهم وبين مورثهم بهذا الدعي الذي تبناه المورّث وضيع به حقوقهم في التركة.

## اثار التبني
أن الرجل المتبني لا يحل له - في نظرهم - أن يتزوج زوجة متبناه إذا فارقها، كما لا يحل له أن يتزوج زوجة ابنه الحقيقي إذا طلقها، فأبطل الله هذا أيضاً، وأباح للرجل أن يتزوج مطلقة متبناه، وفرق بين زوجة المتبني، وزوجة الابن الحقيقي؛ حيث حرّم على الأب أن يتزوج حليلة ابنه الحقيقي إذا فارقها، وقد أشار إلى التفرقة بين زوجة الابن الحقيقي وزوجة المتبنّى .